# Chrysichthys brevibarbis
Chrysichthys brevibarbis és una espècie de peix de la família dels claroteids i de l'ordre dels siluriformes.

## Morfologia
Els mascles poden assolir els 40 cm de llargària total.

## Hàbitat
Viu en àrees de clima tropical entre els 20-25 °C de temperatura.

## Distribució geogràfica
Es troba a Àfrica: riu Congo.